# Prèmi Robèrt Lafont
El Prèmi Robèrt Lafont va ser instituït el 2010 per la Generalitat de Catalunya. Té com a objectiu reconèixer i premiar persones o entitats que s'hagin distingit per la defensa, projecció i promoció de la llengua occitana en qualsevol punt del domini lingüístic. Es va instituir l'any 2010, inicialment en el si dels premis Pompeu Fabra, i posteriorment l'Ordre CLT/360/2011 dota el premi Robèrt Lafont de regulació pròpia, de manera que en referma la singularitat i la identitat. L'any 2013 s'estableix el caràcter biennal del premi.
El premi pren el nom del lingüista, historiador, poeta, novel·lista, dramaturg i activista cultural i polític occità Robèrt Lafont, un dels ideòlegs del moviment occitanista.

## Persones premiades
| Edició | Any  | Premiat                                   |
| ------ | ---- | ----------------------------------------- |
| I      | 2010 | Pèire Bec                                 |
| II     | 2012 | Felip Gardy                               |
| III    | 2014 | Jacme Taupiac                             |
| IV     | 2016 | Fondacion Musèu Etnologic dera Val d'Aran |
| V      | 2018 | Georg Kremnitz                            |
| VI     | 2020 | Frederic Vergés Bartau                    |
| VII    | 2022 | Xavier Lamuela i Lissa Escala             |
| VIII   | 2024 | Fredo Valla                               |

El 2010 va ser reconegut l'especialista en literatura i dialectologia occitana i romanista Pèire Bec, pel seu treball com a occitanista, president durant 18 anys de l'Institut d'Estudis Occitans, i especialista en literatura i dialectologia occitana i romanista.
El 2012 va ser premiat el professor de literatura occitana a la Universitat Pau Valèri de Montpeller Felip Gardy. Amb el guardó s'ha reconegut la seva destacada contribució a la preservació i difusió dels valors de la llengua occitana i del seu patrimoni escrit des dels àmbits de la ciència i de la creació literària.
El 2014 va guanyar el premi Jacme Taupiac. El jurat va valorar la seva trajectòria en l'estudi, la recerca i el foment de la llengua occitana en general i la seva especial relació a l'Aran. També destacà la seva tasca en defensa de la unitat de la llengua occitana i l'impuls per actualitzar la gramàtica occitana de Loïs Alibèrt.
El 2016 va ser premiada la Fondacion Musèu Etnologic dera Val d'Aran.
El 2018 va ser premiat el lingüista i romanista alemany Georg Kremnitz, per la llarga trajectòria dedicada a l'estudi i al foment de la llengua occitana.
El 2020 es va atorgar a Frederic Vergés, pioner en l'ensenyament de l'occità a l'Aran els anys 1970.
El 2022 es va donar, per primera vegada, de forma compartida i els premiats van ser el lingüista Xavier Lamuela i la periodista Lissa Escala, pionera de la ràdio en aranès.
El 2024 es va premiar Fredo Valla, cineasta de les Valadas Occitanas del Piemont, per la seva defensa, projecció i promoció de la llengua occitana.